# Adolf Fitschen
Adolf Fitschen (* 11. März 1883 in Posthausen (Ottersberg) im Landkreis Verden; † 9. Juli 1953)  war ein deutscher Jurist und Präsident des Landgerichts Wiesbaden.

## Leben
Adolf Fitschen wurde als Sohn eines Pfarrers geboren, studierte nach dem Abitur Rechtswissenschaften und legte am 10. Juni 1905 die erste juristische Staatsprüfung ab. Nach dem 3-jährigen Referendariat folgte am 28. Dezember 1909 in Berlin das Zweite juristische Staatsexamen. Fortan wurde er als Gerichtsassessor bei verschiedenen Staatsanwaltschaften eingesetzt.
Am 1. August 1915 erhielt er eine Anstellung bei der Staatsanwaltschaft Duisburg.
Er musste Kriegsdienst leisten und nahm als Hauptmann der Reserve an den Kampfhandlungen teil.
Nach dem Krieg kam er als Staatsanwalt zur Staatsanwaltschaft Köslin, wo er fünf Jahre tätig war und anschließend in Stade zum Oberstaatsanwalt befördert wurde. Bei seiner Tätigkeit vertrat er auch Anklagen mit politischem Hintergrund. Dabei hielt er in seinen Plädoyers mit seiner Meinung nicht hinter dem Berg. In einem Verfahren gegen den NS-Gauleiter Otto Telschow soll Fitschen diesen als „notorischen und gewohnheitsmäßigen Verleumder“ bezeichnet haben, was zur Folge hatte, dass ihm mangelnde Objektivität vorgeworfen und er schließlich nach den Bestimmungen des Gesetzes zur Wiederherstellung des Berufsbeamtentums aus dem Amt als Oberstaatsanwalt entfernt und zum Amtsgerichtsrat ernannt wurde. So kam er zum Amtsgericht Frankfurt am Main und bearbeitete vom 1. November 1933 an Grundbuch- und Verkehrsstrafsachen.
Fitschen musste wiederum Kriegsdienst leisten und war Major der Reserve. Nach dem Krieg kam er als Hilfsrichter zum Amtsgericht Frankfurt zurück und wurde am 30. September 1946 zum Landgerichtsdirektor in Gießen befördert und am 1. Januar 1947 zum Landgerichtspräsidenten ernannt.
1948 – er hatte das Pensionsalter erreicht – wurde er an das Landgericht Wiesbaden versetzt, wo er am 1. November seinen Dienst antrat und nach dreijähriger Tätigkeit aus Altersgründen in den Ruhestand versetzt wurde.
Fitschen war Mitglied des Justizprüfungsamtes.